# Нордестра-Гетеборг
Нордестра Гетеборг є однією з демаркованих і названих міських територій Статистичним управлінням Швеції в комуні Гетеборг. Міська територія складається в основному з районів Гаммаркуллен і Гуннаред (Гордстен, Левгердет, Раннеберген, Ангеред). Це найбільша міська територія в Швеції, яка не є центральним містом комуни. Це також третя найбільш густонаселена міська територія в Швеції після Фісксетри і Норра Рікстен, обидві в Великому Стокгольмі. Міська територія була сформована в 2015 році, коли Статистичне управління зробило нову інтерпретацію визначення міських територій і зробила висновок, що район Ангеред більше не відповідає вимогам щодо приналежності до міського району Гетеборга.